# سه‌ایچی ایشی
سه‌ایچی ایشی (انگلیسی: Seiichi Ishii؛ زادهٔ ۱۸ اوت ۱۹۶۷) یک طراح بازی ویدئویی اهل ژاپن است. او بیشتر برای توسعه بازی‌های ویدئویی در ژانر مبارزه‌ای شناخته شده‌است.
ایشی زادهٔ ایچینومیا، استان آیچی، کشور ژاپن است. او طراح عناوین پیشگامانه شرکت سگا همچون ورچوئا ریسینگ و ورچوئا فایتر بود. او همچنین کارگردان و طراح اولین نسخهٔ تکن در سال ۱۹۹۴، و تکن ۲ در سال ۱۹۹۵ بود. او شرکت خود تحت نام دریم‌فکتوری را در نوامبر ۱۹۹۵ بواسطهٔ شرکت محدود سگا انترپرایز و نامکو تأسیس کرد، و فهرست عناوین بازی‌های مبارزه‌ای خود را گسترش داد.

## بازی‌های توسعه یافته
| عنوان                            | سال انتشار | پلت‌فرم                    | نقش                      |
| -------------------------------- | ---------- | ------------------------- | ------------------------ |
| ورچوئا ریسینگ                    | ۱۹۹۲       | مدل ۱ سگا                 | طراحی بازی               |
| ورچوئا فایتر                     | ۱۹۹۳       | مدل ۱ سگا                 | هماهنگ‌کننده / طراحی بازی |
| تکن                              | ۱۹۹۴       | سیستم ۱۱ نامکو، پلی‌استیشن | کارگردان / طراحی بازی    |
| تکن ۲                            | ۱۹۹۵       | سیستم ۱۱ نامکو            | کارگردان / طراحی بازی    |
| Tobal No. 1                      | ۱۹۹۶       | پلی‌استیشن                 | کارگردان / طراحی بازی    |
| Tobal 2                          | ۱۹۹۷       | پلی‌استیشن                 | کارگردان / طراحی بازی    |
| Street Fighter EX Plus α         | ۱۹۹۷       | پلی‌استیشن                 | تشکر ویژه                |
| Ehrgeiz: God Bless the Ring      | ۱۹۹۸       | سیستم ۱۲ نامکو، پلی‌استیشن | کارگردان / طراحی بازی    |
| The Bouncer                      | ۲۰۰۰       | پلی‌استیشن ۲               | کارگردان / طراحی بازی    |
| Kakuto Chojin: Back Alley Brutal | ۲۰۰۲       | اکس‌باکس                   | طراحی بازی               |
| Crimson Tears                    | ۲۰۰۴       | پلی‌استیشن ۲               | سناریو، ناظر             |